# Grace Eleanor Hadow
Pour les articles homonymes, voir Hadow.
Grace Eleanor Hadow (9 décembre 1875 à Cirencester – 19 janvier 1940, Londres est une enseignante britannique, principale du St Anne's College de 1929 à 1940, et vice-présidente de la National Federation of Women's Institutes.

## Biographie

### Formation
Grace Hadow naît en 1875 à South Cerney, près de Cirencester. Elle est la plus jeune des enfants du pasteur anglican William Elliott Hadow et de son épouse Mary Lang née Cornish. Son frère aîné, William Henry Hadow, est musicologue et universitaire. Elle est d'abord instruite à domicile par sa mère, puis prend des cours hebdomadaires d'allemand, de français, de musique et de dessin à Cirencester, et de mathématiques à South Cerney. Elle obtient une bourse en 1888  pour étudier à la Brownshill Court School de Stroud, puis elle fréquente l'école secondaire de Truro de 1891 à 1894. Elle fait une année d'étude d'allemand et de musique à Trèves où elle est hôte payante dans une famille de 1895 à 1896. Elle enseigne au Cheltenham Ladies' College de 1899 à 1900, puis elle passe l'examen d'entrée à l'université et elle est admise à Oxford en 1900. Elle fait ses études au Somerville College d'Oxford et elle passe ses examens en 1903, avec mention très bien. L'université d'Oxford ne délivre pas de diplômes universitaires aux femmes avant 1920 et elle n'obtient son master qu'en 1922. Pendant ses études à Oxford, elle est présidente de la Women's Debating Society et est amie avec Helen Darbishire, alors étudiante, et avec Lettice Fisher, une ancienne élève de Somerville devenue l'épouse de Herbert Fisher.

### Enseignement et publications
Elle enseigne durant une année à Bryn Mawr en 1903-1904, puis elle est tutrice à Somerville College de 1904 à 1906, et à Lady Margaret Hall de 1906 à 1911. Elle est tutrice invitée, deux jours par semaine, de 1911 à 1917, à Lady Margaret Hall, pour pouvoir s'occuper de sa mère. Elle publie en 1907 et 1908 The Oxford Treasury of English Literature: Growth of the drama en trois volumes, avec son frère William, fellow à Worcester College. Ses autres publications comprenaient une sélection d'œuvres de John Dryden (1908), des éditions de Men and Women de Robert Browning (1911) et l'ouvrage The Historie of the World (1917) de Walter Raleigh. Elle traduit, avec une préface de son frère, une biographie de Clara Schumann en trois volumes de Berthold Litzmann, Clara Schumann. An Artist Life (1913).

### Engagement suffragiste
Grace Hadow s'engage en faveur du droit de vote des femmes et elle crée à Cirencester une société suffragiste affiliée à la National Union of Women's Suffrage Societies de Millicent Fawcett, dont elle est secrétaire honorifique de 1911 à 1917. Elle est également secrétaire de la branche locale de l'Association conservatrice et unioniste pour le droit de vote des femmes.

### Activités durant la Première Guerre mondiale
Pendant la Première Guerre mondiale, elle est membre du War Agricultural Committee et fonde le Gloucestershire Women's Institute (WI) dont elle devient présidente en 1916. La British Women's Institutes est créée en 1917, Gertrude Denman devient présidente et Alice Williams est secrétaire et trésorière honorifique, Grace Hadow quant à elle est vice-présidente, fonction qu'elle assure jusqu'à sa mort,.

### Activités sociales à la Barnett House
Sa mère meurt en 1917, et Grace Hadow démissionne du Lady Margaret Hall. Elle est responsable des conditions de travail des femmes qui travaillent pour le ministère de l'Armement. Le professeur William George Stewart Adams (en) lui demande, en 1920, de devenir secrétaire de la Barnett House, récemment fondée à Oxford en mémoire de Samuel Barnett. Barnett House devient un centre d'études sociales et économiques. 
Elle lance avec Adams le projet d'un conseil communautaire rural de l'Oxfordshire. Elle travaille en étroite collaboration avec le Conseil national des services sociaux (actuel National Council for Voluntary Organisations), devenant plus tard membre de son comité exécutif.
En 1921, elle décline la proposition de se présenter au poste de principale de Lady Margaret Hall et préfère rester à Barnett House et travailler avec Adams à la mise en œuvre d'un programme de la Fondation Plunkett en faveur des régions rurales défavorisées. Elle publie en 1921 la première édition du guide du British Women's Institute. 

### Principale de la Society of Oxford Home Students
En 1929, elle est nommée principale de la Society of Oxford Home Students — qui devient en 1959 St Anne's College —. Elle encourage ses étudiantes à envisager différents métiers, et pas seulement des carrières d'enseignantes. Durant son mandat, la qualité académique du collège s'améliore, et St Anne's obtient de nouvelles dotations et de nouveaux bâtiments. Elle participe au conseil hebdomadaire de l'université d'Oxford, dont elle est l'une des rares femmes. Elle participe à un certain nombre de comités, notamment la Fédération des Women's Institutes de l'Oxfordshire, dont elle est nommée présidente en 1939, le comité consultatif de la BBC.
Elle participe à la conférence du Commonwealth britannique à Sydney durant l'été 1938, puis entreprend une tournée de conférences aux États-Unis à l'automne, pour laquelle elle a obtenu un congé sabbatique de l'université. Cependant, la fatigue du voyage, puis la gestion de l'évacuation des écoles londoniennes à Oxford ont raison de ses forces, et elle meurt des suites d'une pneumonie en 1940 au 11 Beaumont Street, Marylebone, Londres.

## Publications
- Oxford Treasury of English Literature, avec W. H. Hadow (3 vol., 1907–1908)
- Ideals of Living, Sidgwick & Jackson Ltd., 1911
- (trad.) Berthold Litzmann, Clara Schumann: An Artist's Life, 1913
- Chaucer and His Times, Williams and Norgate, Londres, 1914
- Wayfaring in Olden Times, BBC, London, 1928

## Hommages et distinctions
- Officier de l'ordre de l'Empire britannique